# Martin Karplus
Martin Karplus (Viena, 15 de março de 1930 – Cambridge, 28 de dezembro de 2024) foi um químico estadunidense nascido na Áustria. Foi galardoado com o Prémio Nobel da Química em 2013, pelo "desenvolvimento de modelos multiescala para sistemas químicos complexos", em conjunto com Michael Levitt e Arieh Warshel.
Ele morreu em sua casa em Cambridge, Massachusetts, em 28 de dezembro de 2024, aos 94 anos.

## Alunos destacados
- Bruce Gelin (com Karplus e McCammon publicou a primeira simulação de dinâmica molecular da aprotinina) --"Dynamics of Folded Proteins")
- James Andrew McCammon  (Universidade da Califórnia em San Diego) (com Karplus e Gelin publicou a primeira simulação de dinâmica molecular da aprotinina (ver publicação acima)
- B. Montgomery Pettitt  (Universidade de Houston, Baylor College of Medicine, The W.M. Keck Center for Interdisciplinary Bioscience Training)
- Jianpeng Ma (Baylor College of Medicine, Universidade Rice)
- Jeremy C. Smith (Oak Ridge National Laboratory)
- David States (The University of Texas Health Science Center at Houston)
- Martin J. Field  (CEA Grenoble)
- Barry Honig  (Universidade Columbia)